# ボンガニ・クマロ
ボンガニ・サンディル・クマロ（Bongani Sandile Khumalo, 1987年1月6日 - ）は、スワジランド・マンジニ出身の元サッカー選手。2010 FIFAワールドカップ・南アフリカ代表。現役時代のポジションはDF。

## 経歴
クマロは、母親がスワジランドのマンジニで勉強をしていた時に生まれた。南アフリカ国外で生まれた3番目の代表選手だった。
2010年6月22日、2010 FIFAワールドカップフランス戦において、シフィウェ・チャバララが蹴ったコーナーキックから、ヘディングゴールを決めた。

## 所属クラブ
- プレトリア大学 2005-2007
- スーパースポート・ユナイテッドFC 2007-2010
- トッテナム・ホットスパーFC 2011-2015

→ プレストン・ノースエンドFC 2011 (loan)
→ レディングFC 2011-2012 (loan)
→ PAOKテッサロニキ 2012-2013 (loan)
→ ドンカスター・ローヴァーズFC 2013-2014 (loan)
→ コルチェスター・ユナイテッドFC 2015 (loan)
- スーパースポート・ユナイテッドFC 2015-2016
- ビッドベスト・ウィッツFC 2016-2018
- スーパースポート・ユナイテッドFC 2018-2021

## 代表歴

### 出場大会
- 南アフリカ代表
  - 2010 FIFAワールドカップ

### 試合数
- 国際Aマッチ 42試合 1得点（2008年-2014年）[1]

| 南アフリカ代表 | 国際Aマッチ | 国際Aマッチ |
| 年             | 出場        | 得点        |
| -------------- | ----------- | ----------- |
| 2008           | 4           | 0           |
| 2009           | 3           | 0           |
| 2010           | 13          | 1           |
| 2011           | 4           | 0           |
| 2012           | 8           | 0           |
| 2013           | 9           | 0           |
| 2014           | 1           | 0           |
| 通算           | 42          | 1           |